# Elche Club de Fútbol 2019-2020
Questa voce raccoglie le informazioni riguardanti l’Elche Club de Fútbol nelle competizioni ufficiali della stagione 2019-2020.

## Maglie e sponsor[1]
| Casa | Trasferta |

Sponsor ufficiale: TM O
Fornitore tecnico: Hummel

## Rosa
| N. |                   | Ruolo | Calciatore       |
| -- | ----------------- | ----- | ---------------- |
| 13 | Spagna (bandiera) | P     | Edgar Badia      |
| 28 | Spagna (bandiera) | P     | Luis Castillo    |
| 45 | Spagna (bandiera) | P     | Lluis Andreu     |
| 2  | Spagna (bandiera) | D     | Tekio            |
| 3  | Spagna (bandiera) | D     | Andoni López     |
| 5  | Spagna (bandiera) | D     | Gonzalo Verdú    |
| 12 | Spagna (bandiera) | D     | Dani Calvo       |
| 23 | Spagna (bandiera) | D     | Juan Cruz        |
| 24 | Spagna (bandiera) | D     | Josema           |
| 27 | Spagna (bandiera) | D     | Óscar Gil        |
| 35 | Spagna (bandiera) | D     | Nacho Pastor     |
| 38 | Spagna (bandiera) | D     | Gerard Barri     |
| 4  | Spagna (bandiera) | C     | Ramón Folch      |
| 6  | Spagna (bandiera) | C     | Manuel Sánchez   |
| 8  | Spagna (bandiera) | C     | Víctor Rodríguez |
| 10 | Spagna (bandiera) | C     | Iván Sánchez     |

| N. |                         | Ruolo | Calciatore          |
| -- | ----------------------- | ----- | ------------------- |
| 16 | Spagna (bandiera)       | C     | Fidel               |
| 17 | Spagna (bandiera)       | C     | Josan               |
| 26 | Spagna (bandiera)       | C     | Alberto Rubio       |
| 30 | Spagna (bandiera)       | C     | César Moreno        |
| 31 | Spagna (bandiera)       | C     | Adrián Molina       |
| 37 | Spagna (bandiera)       | C     | Jony Álamo          |
|    | Spagna (bandiera)       | C     | Jonathan Ñíguez     |
| 21 | RD del Congo (bandiera) | C     | Omenuke Mfulu       |
| 32 | Marocco (bandiera)      | A     | Mourad El Ghezouani |
| 22 | Brasile (bandiera)      | A     | Jonathas            |
| 7  | Spagna (bandiera)       | A     | Nino                |
| 11 | Spagna (bandiera)       | A     | Pere Milla          |
| 19 | Spagna (bandiera)       | A     | Claudio Medina      |
| 29 | Spagna (bandiera)       | A     | Nacho Ramón         |
| 40 | Spagna (bandiera)       | A     | Diego Bri           |
|    | Spagna (bandiera)       | A     | Manu Justo          |